# Płociczno (powiat szczycieński)
Płociczno – jezioro w woj. warmińsko-mazurskim, w powiecie szczycieńskim, w gminie Jedwabno.

## Opis
Jezioro wydłużone ze wschodu na zachód, zwężone w części środkowej. Na południowym wschodzie połączenie z jeziorem Jasnym. Brzegi są dość wysokie. Jezioro jest czyste, nadaje się do nurkowania płytkiego. Akwen leży w głębi kompleksu leśnego, zawartego w trójkącie ograniczonym drogami: Wielbark-Jedwabno-Szczytno.
Obrzeża jeziora, zwłaszcza od strony południowej i zachodniej, są wysokie, strome i wokół porośnięte dziewiczym lasem. Na zboczach porasta bór sosnowy, a przy brzegach rosną drzewa liściaste.
Ławica jeziora jest dość wąska, porośnięta roślinnością wodną zanurzoną. Dno jest przeważnie muliste, jedynie od strony zachodniej i południowej miejscami piaszczyste. Przy brzegach zalegają liczne zatopione drzewa. Brzegi miejscami, zwłaszcza w akwenie północno-wschodnim, porośnięte są wąskim pasem oczeretów. Część południowo-zachodnia jest typu leszczowego, a północno-wschodnia typu szczupakowo-linowego.
Występuje tu licznie okoń, szczupak, lin, karaś, krąp, leszcz, wzdręga, rzadziej węgorz. Populacja okoni jest bardzo liczna. Małe i średnie biorą bardzo dobrze nawet w partiach przybrzeżnych, przy zatopionych drzewach i gałęziach.

## Dane morfometryczne
Powierzchnia zwierciadła wody według różnych źródeł wynosi od 18,5 ha do 21,5 ha.
Zwierciadło wody położone jest na wysokości 129,9 m n.p.m. Średnia głębokość jeziora wynosi 3,1 m, natomiast głębokość maksymalna 7,1 m lub 9,3 m.

## Hydronimia
Według urzędowego spisu opracowanego przez Komisję Nazw Miejscowości i Obiektów Fizjograficznych (KNMiOF) nazwa tego jeziora to Płociczno. W różnych publikacjach jezioro to występuje pod nazwą Płocicne.

## Dojazd
Najbliższa miejscowość to Piduń. Dojazd do Pidunia drogami utwardzonymi: ze Szczytna drogą krajową nr 58, a w Jedwabnie w drogę wojewódzką nr 508.
Dojazd ze Szczytna do samego jeziora: drogą krajową nr 58 w stronę Nidzicy, następnie w miejscowości Warchały, drogą gruntową w lewo, wzdłuż jeziora Warchały.